# Colostygia bilineata
Colostygia bilineata är en fjärilsart som beskrevs av Barend J. Lempke 1969. Colostygia bilineata ingår i släktet Colostygia och familjen mätare. Inga underarter finns listade i Catalogue of Life.